# Jacques Monclar
Jacques Monclar (Neuilly-sur-Seine, 2 aprile 1957) è un ex cestista, allenatore di pallacanestro e dirigente sportivo francese.

## Carriera
Con la Francia ha disputato i Giochi olimpici di Los Angeles 1984, i Campionati mondiali del 1986 e quattro edizioni dei Campionati europei (1979, 1981, 1983, 1985).

## Palmarès

### Giocatore
- Campionato francese: 4

ASVEL: 1980-81
CSP Limoges: 1983-84, 1984-85, 1987-88
- Coppa delle Coppe: 1

CSP Limoges: 1987-88

### Allenatore

#### Squadra
- Campionato francese: 2

Olympique d'Antibes: 1990-91, 1994-95
- Coppa di Francia: 1

Digione: 2006
- Match des Champions: 1

Digione: 2006

#### Individuale
- Miglior allenatore della LNB Pro A: 1

Olympique d'Antibes: 1994-95